# Thecla christophei
Thecla christophei är en fjärilsart som beskrevs av Comstock och Huntington 1943. Thecla christophei ingår i släktet Thecla och familjen juvelvingar. Inga underarter finns listade i Catalogue of Life.